# Grön solabborre
Grön solabborre (Lepomis cyanellus) är en sötvattensfisk i ordningen abborrartade fiskar, som ursprungligen kommer från Nordamerika, men inplanterats i bland annat Tyskland.

## Utseende
En fisk med hög, från sidorna sammantryckt kropp med mörkt blågrön rygg, ljusnande längs sidorna, och med vitaktig till gul undersida. Munnen är stor. Den har små, ljust blågröna prickar över kroppen. Honorna har dessutom svaga, mörka tvärstrimmor längs sidorna. På den mjuka, bakre delen av ryggfenan har den en mörk fläck, ibland även på analfenans bakre del. Ej könsmogna ungfiskar saknar starka färger och är gråaktiga utan några ränder. Arten kan bli upp till 31 cm lång och väga 960 g.

## Vanor
Den gröna solabborren lever i stilla sötvatten som långsamma vattendrag, sjöar och dammar. Den har inga stora fordringar på miljön, och förekommer både i klart och grumligt vatten. Arten är dagaktiv, och normalt ensamlevande, men kan ibland samlas i ostrukturerade grupper, speciellt under parningstiden. De vuxna fiskarna lever på insekter och småfisk, medan ungarna tar insektslarver och små kräftdjur. Arten kan bli upp till 9 år gammal.
Fisken är mycket produktiv, vilket ibland kan leda till överbefolkade bestånd, varvid fiskarna (likt abborrens tusenbröder) blir påtagligt små.

### Fortplantning
Arten leker under tidig vår, när vattentemperaturen når över 21 °C. Hanen får en mer färgrik dräkt, med orange markeringar på fenorna, och på analfenan även teckningar i vitt och svart. Under lektiden gräver hanen ut grunda bon i soliga grusbottnar på ett djup från några centimeter till 3,5 meter. Dit leder han honan, bland annat med hjälp av ljud. Hanen och honan (eller honorna, hanen kan leka med flera honor samtidigt) simmar därefter i cirklar över boet innan honan lägger äggen (det maximala antalet uppskattas till omkring 50 000) och hanen befruktar dem. Äggen kläcks normalt efter två dagar, men de nykläckta ungarna stannar kvar vid boet i ytterligare 5 till 7 dagar. Under denna tid skyddar hanen äggen och ungarna mycket aggressivt.

## Utbredning
Den gröna solabborrens ursprungliga utbredningsområde antas vara slättlandet väster om Appalacherna och öster om Klippiga bergen, med utsträckning i söder till nordöstra Mexiko. Den har emellertid numera spritt sig så att den finns i hela USA med undantag av nordöstra delen och Florida. Den finns också i sydöstra Kanada.
Förutom till Tyskland har den införts till Brasilien och flera länder i Afrika och Asien.

## Betydelse för människan
Artens aggressiva beteende mot andra fiskar kan medföra att den utkonkurrerar dessa från vatten i vilka den har införts. Den är normalt för liten för att användas till föda, men betraktas ändå som en populär sportfisk. Den förekommer även som akvariefisk.